# آنا ياغوجينسكا
آنا ماريا ياغوجينسكا (من مواليد 12 سبتمبر 1987) عارضة أزياء بولندية. ظهرت على أغلفة فوغ الأمريكية والإيطالية والأسترالية والصينية والبرتغالية والألمانية ومجلة  لوفيسيل و روفي دي مود ونيمرو. اعتبارًا من ديسمبر 2011 ، احتلت المرتبة الخامسة بين عارضات الأزياء في موقع موديل.كوم.

## روابط خارجية
- آنا ياغوجينسكا على موقع IMDb (الإنجليزية)
- آنا ياغوجينسكا على موقع دليل عارضات الأزياء (الإنجليزية)